# Сомовский сельский совет (Харьковская область)
Сомовский сельский совет — входит в состав Зачепиловского района Харьковской области Украины.
Административный центр сельского совета находится в селе Сомовка.

## История
- 1923 — дата образования.

## Населённые пункты совета
- село Сомовка
- село Займанка
- село Лимановка
- село Семеновка